# (2632) Guizhou
(2632) Guizhou es un asteroide perteneciente al cinturón de asteroides, descubierto el 6 de noviembre de 1980 por el equipo del Observatorio de la Montaña Púrpura desde el Observatorio de la Montaña Púrpura, Nankín (China).

## Designación y nombre
Designado provisionalmente como 1980 VJ1. Fue nombrado Guizhou en homenaje a Guizhou provincia de la República Popular China.